# ريتشارد نوبل
ريتشارد نوبل (بالإنجليزية: Richard Noble)‏ هو سائق سيارة سباق بريطاني، ولد في 6 مارس 1946 في إدنبرة في المملكة المتحدة.